# Louvaines
Louvaines korábbi község Franciaország Loire mente régiójában, Maine-et-Loire megyében. 2016. december 15-én tizennégy másik korábbi községgel egyesült és Segré-en-Anjou Bleu új község része lett.
Lakosainak száma 427 fő (2018. január 1.). Louvaines Andigné, Aviré, La Chapelle-sur-Oudon, Le Lion-d’Angers, Saint-Martin-du-Bois és Segré községekkel határos.

## Népesség
A település népességének változása:
| Lakosok száma | 468  | 407  | 434  | 417  | 438  | 532  | 513  | 501  | 489  | 427  |
|               | 1968 | 1975 | 1982 | 1990 | 1999 | 2011 | 2013 | 2015 | 2017 | 2018 |